# Hypopyra feniseca
Hypopyra feniseca là một loài bướm đêm trong họ Erebidae.